# 基輔市議會
基輔市議會（羅馬化：Kyivska miska rada）是基輔市的市议会，也是基輔的最高代表机构。市议会議員由基辅人民直接选举产生，议会主席由基辅市长（基辅市长通過市長选举直接选举产生，與議會選舉不同）或市议会秘书（议会議員選舉一位議員擔任秘書）担任。市議會议员任期五年。 
基輔市議會在建於1950年代的市议会大楼召开会议，该大楼的風格為新古典斯大林式建筑，位于基輔的赫雷夏蒂克街。

## 历史
1780年，俄罗斯女皇叶卡捷琳娜二世推進市政改革，期間基輔市议会成立。
基辅市议会的第一次民主选举于1990年3月4日举行。
1990年7月24日，基輔市议会举行升旗儀式，烏克蘭國旗被升起，两年後该旗幟正式被采纳为乌克兰国旗。后来當天被基辅當局認定為烏克蘭國旗日。从 2004年开始，烏克蘭國旗日改為8月23日。
2013年12月1日至2014年2月16日的乌克兰亲欧盟示威运动期间，基辅市政厅被抗议者占领；这迫使市议会改为在索洛米揚卡區行政大楼舉行會議。